# Charrua (Rio Grande do Sul)
Charrua est une municipalité brésilienne située dans l'État du Rio Grande do Sul.